# Crush (песня Pendulum)
«Crush» (рус. Сокрушение) — четвёртый сингл австралийского drum'n'bass коллектива Pendulum с альбома Immersion. 7 января 2011 года на сингл вышел клип.

## Форматы и трек-лист
- Digital Single (неизвестно)

| №  | Название             | Длительность |
| -- | -------------------- | ------------ |
| 1. | «Crush» (radio edit) | 3:22         |

- iTunes Bundle (неизвестно)

| №  | Название             | Длительность |
| -- | -------------------- | ------------ |
| 1. | «Crush» (radio edit) | 3:22         |

- CD Single (неизвестно)

| №  | Название             | Длительность |
| -- | -------------------- | ------------ |
| 1. | «Crush» (radio edit) | 3:22         |

## Чарты
Сингл достиг 92 позиции в UK Singles Chart.
| Чарт (2011)                     | Лучшая позиция |
| ------------------------------- | -------------- |
| Великобритания (OCC UK Singles) | 92             |

## Участники записи
Pendulum:
- Роб Свайр — композитор, продюсер, вокал, синтезатор, микширование
- Гарет МакГриллен — ассистент, бас-гитара
- Перри Гвинедд — гитара
- Кевин Соука — ударные

Другие:
- Brad Kohn — mixing acoustic drums